# Opan Sat
Opan Sat (rusky Опан Сат), (* 13. červen 1987 Čadan Sovětský svaz) je reprezentant Ruska ve volném stylu (zápas). Původem je Tuvin.

## Sportovní kariéra
Na olympijské hry v roce 2012 se do ruského týmu nevešel na úkor Besika Kuduchova.

## Výsledky
| Turnaj             | 2005 | 2006 | 2007 | 2008 | 2009 | 2010 | 2011 | 2012 | 2013 |
| ------------------ | ---- | ---- | ---- | ---- | ---- | ---- | ---- | ---- | ---- |
| Mistrovství Evropy | dns  | dns  | dns  | dns  | dns  | 1.   | 1.   | dns  | 1.   |
| ME juniorů         | 1.   | dns  | 1.   | -    | -    | -    | -    | -    | -    |